# Mill Mountain
Der Mill Mountain ist ein 2730 m hoher Berg mit abgeflachtem Berggipfel in der antarktischen Ross Dependency. Er bildet das östliche Festive-Plateau in den Cook Mountains. 
Vermutlich wurde er während der Discovery-Expedition (1901–1904) unter der Leitung des britischen Polarforschers Robert Falcon Scott erstmals gesichtet. Scott hatte einem vermeintlichen Gipfel in den nahegelegenen Reeves Bluffs den Namen „Mount Mill“ gegeben, der jedoch weder im Rahmen der Untersuchungen des United States Geological Survey noch auf Luftaufnahmen der United States Navy zwischen 1959 und 1963 identifiziert werden konnte. Das Advisory Committee on Antarctic Names änderte 1965 die Benennung wegen der früheren Namensvergabe an den gleichlautenden Mount Mill im Grahamland in „Mill Mountain“ und übertrug ihn an den hier beschriebenen Berg. Namensgeber für beide Berge ist Hugh Robert Mill (1861–1950), wissenschaftlicher Mitarbeiter bei der Discovery-Expedition und langjähriger Bibliothekar der Royal Geographical Society.